# Alican
Alican ist ein türkischer männlicher Vorname arabischer Herkunft mit der Bedeutung „erhabener Freund“ und "hohe/s Seele/Leben", der auch als Familienname vorkommt.

## Namensträger

### Vorname
- Alican Karadağ (* 1990), türkischer Fußballspieler
- Alican Özfesli (* 1997), türkischer Fußballspieler

### Familienname
- Ekrem Alican (1916–2000), türkischer Politiker
- Fikri Alican (1930–2015), türkischer Chirurg